# 順正寮跡
順正寮跡（じゅんせいりょうあと）は、岡山県高梁市頼久寺町の吉備国際大学高梁キャンパス内にある擬洋風建築。1895年に竣工し、校舎や女子寮として使用された。1959年には「順正寮跡」の名称で岡山県指定史跡となった。2016年からは学校法人順正学園によって順正記念館（じゅんせいきねんかん）という歴史資料館として運営されている。

## 歴史

### 「順正寮跡」

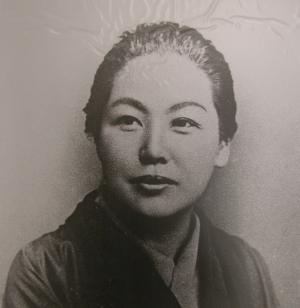
順正女学校の設立者である福西志計子

岡山県初の女学校である順正女学校は、1881年（明治14年）に福西志計子が開いた女紅場（裁縫所）が発展した女学校である。建物は1895年（明治28年）11月に竣工し、1896年（明治29年）3月28日に順正女学校の新校舎として使用を開始した。この建物は岡山県初の女学校舎である。順正女学校は岡山県内外から女学生を集めていたが、寄宿生が増加したことで校舎から女子寮に転用された。
1921年（大正10年）には順正女学校が岡山県に移管されて岡山県順正高等女学校となっている。1949年（昭和24年）には統合されて岡山県立高梁高等学校となり、伊賀町分校の校舎として使用された。1953年（昭和28年）から1970年（昭和45年）には高梁町立図書館、高梁市図書館として使用されたとされる。1959年（昭和34年）3月27日、岡山県指定史跡となった。
1967年（昭和42年）に順正短期大学が開設された折、当時の所有者だった高梁市が建物を学校法人順正学園に寄贈し、順正短期大学では図書館として使用されていたともされる。その後は教員の研究室などとして使用されたが、近年には老朽化から立ち入り制限がなされていた。

### 順正記念館

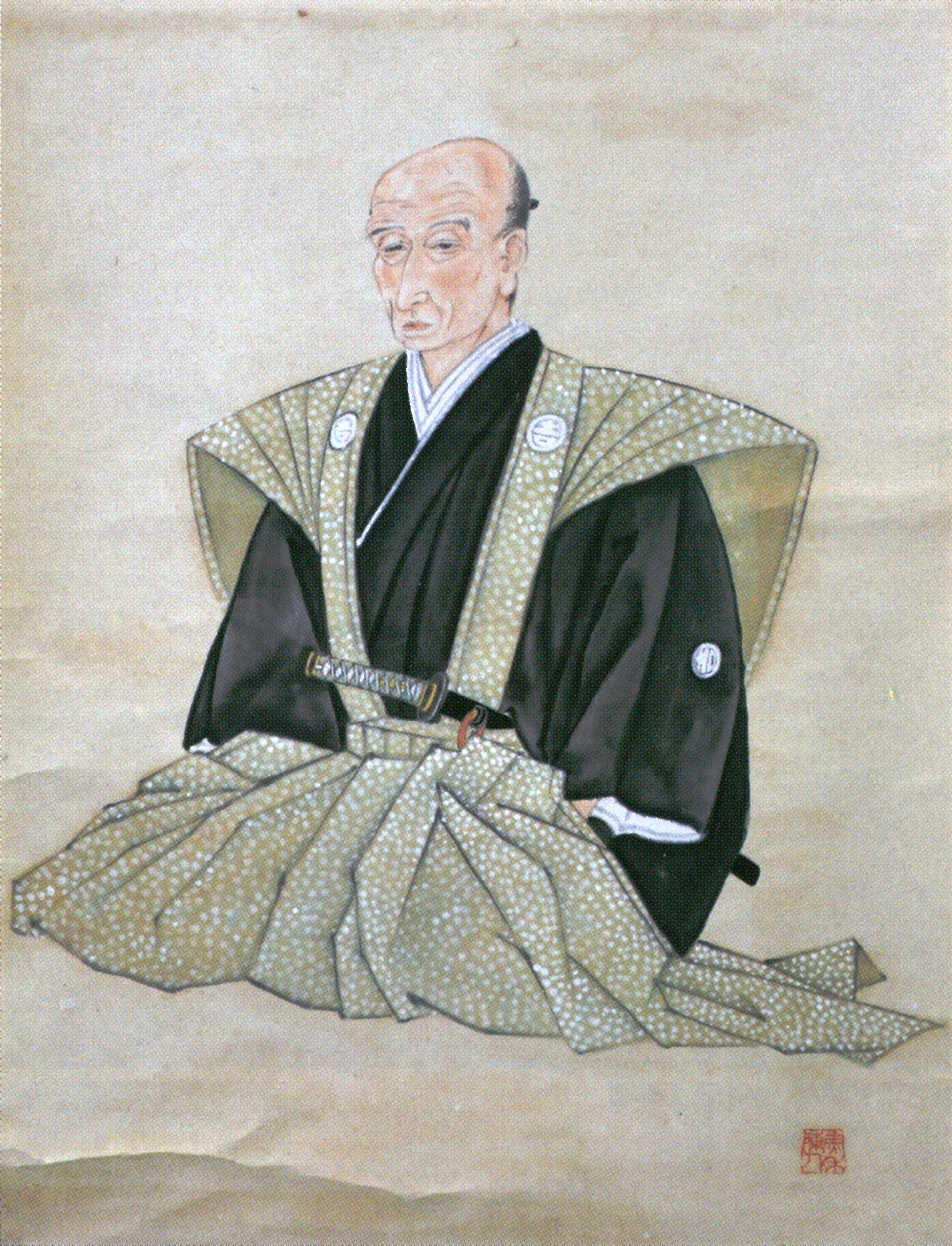
高梁の偉人である山田方谷

学校法人順正学園は創立50周年記念事業として、2014年（平成26年）10月から保存修理工事に取り掛かった。岡山県から文化財保護費等補助金を、高梁市から指定等文化財保護事業等補助金の交付を受け、総工費は1億3000万円となっている。梁・柱・瓦・手すりなどはできる限り既存のものを再利用し、床板や壁板などを新調した。
2017年（平成29年）3月3日に竣工式を行った。4月30日には順正記念館の開所式が行われた。1階は講義室やイベントスペースとして、2階は学園創立者の加計勉や順正女学校設立者の福西志計子、郷土の偉人である山田方谷や石井十次などを紹介する歴史資料館として運営されている。

## 建築の特徴

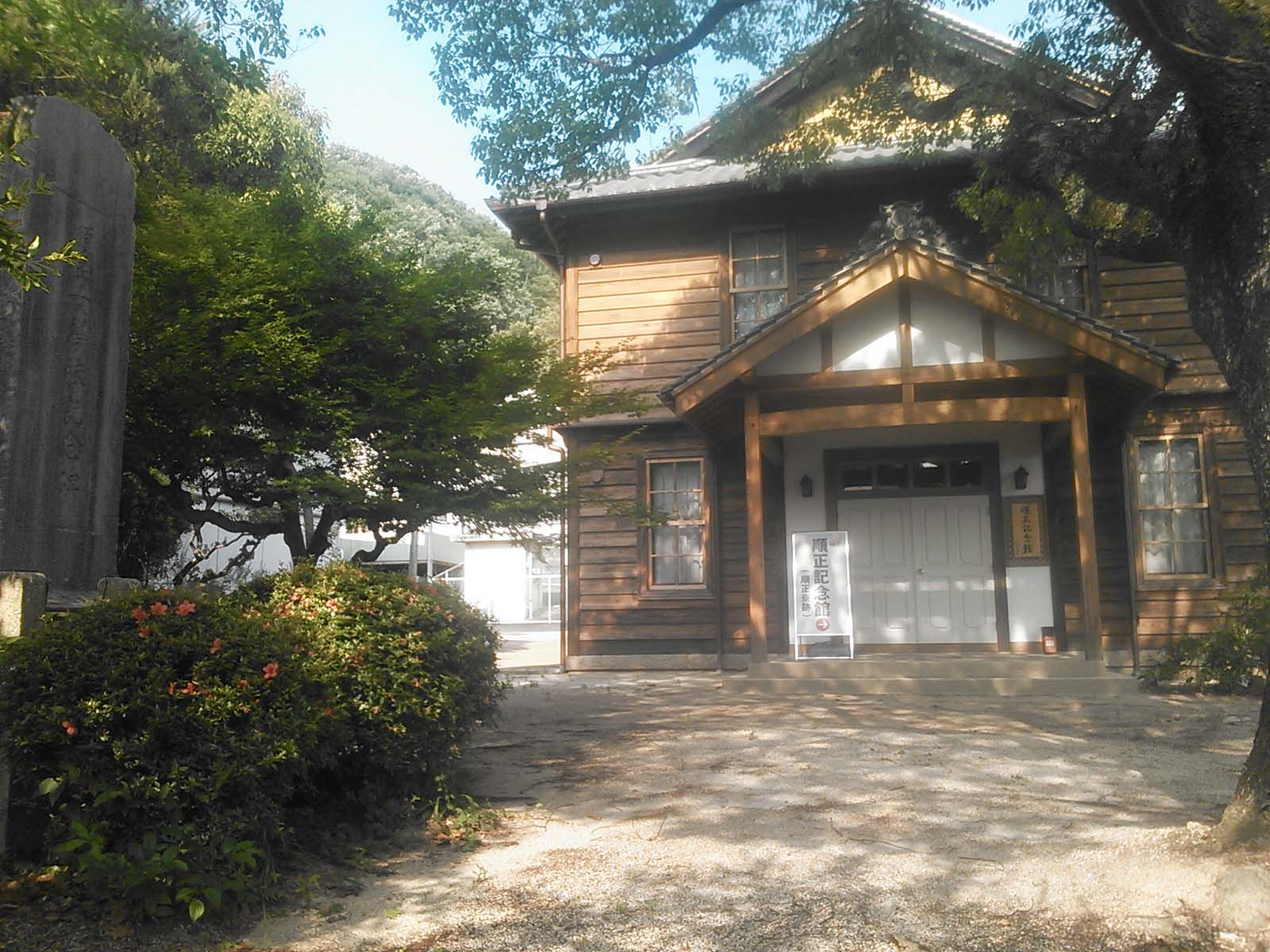
順正学園・順正記念館

正面玄関は和風であるが、2階の一部には洋風のベランダが配置されるなど、和洋折衷の建物である。福西はキリスト教信徒であり、順正女子校もその理念を持って設立されたが、当時の高梁では急速に広まるキリスト教に地元の警戒が強まったため、その反発をかわして教育の理想を貫くべく洋風校舎の建築を避け、あえて和風の外観を持つ校舎を建築したという。しかし、破風上部の丸窓を意識したガラリ窓や玄関を覗き込むような菱組天井、随所の上げ下げ窓など、あらゆる箇所に洋風設計の名残を残している。